# Shangyu
Shangyu är en stad på häradsnivå i östra Kina, och tillhör Shaoxings stad på prefekturnivå i provinsen Zhejiang. Befolkningen uppgick till 722 523 invånare vid folkräkningen år 2000, varav 144 589 invånare bodde i huvudorten Baiguan. Shangyu var år 2000 indelat i arton köpingar (zhèn) och sex socknar (xiāng). 